# QV19
QV 19 est un des tombeaux situé dans la vallée des Reines, dans la nécropole thébaine, sur la rive ouest du Nil face à Louxor en Égypte.

## Description
QV 19 est une tombe anonyme datant de la XVIIIe dynastie, constituée d'un puit, aujourd'hui fermé par une grille, qui relie la surface à une chambre, très fissurée, creusée dans de la marne. Elle surplombe en partie QV 20.
Une étude d'une équipe du CNRS, complétée en décembre 2010 par une étude commune du CNRS et du CSA, y a mis au jour des fragments d'os d'êtres humains et de momies.

## Histoire
Elizabeth Thomas y décèle des traces d'un possible passage d'Ernesto Schiaparelli dans la tombe. Elle est à nouveau explorée en 1987 par une équipe franco-égyptienne.